# Coleophora jurateella
Coleophora jurateella is een vlinder uit de familie kokermotten (Coleophoridae). De wetenschappelijke naam van deze soort is voor het eerst geldig gepubliceerd in 2011 door Giorgio Baldizzone & Hugo van der Wolf.

## Type
- holotype: "male, 24-26.III.2003. leg. W. Mey"
- instituut: ZMHU, Berlijn, Duitsland
- typelocatie: "Namibia, Mile 46, 18°18'S, 19°15'E"

De soort komt voor in het Afrotropisch gebied.